# Apollo 1
Apollo 1 var kodnamnet på en rymdfarkost i NASAs Apolloprogram som skulle skjutas upp 21 februari 1967. Efter en brand i kommandomodulen vid ett förberedande test 27 januari 1967 omkom astronauterna Virgil "Gus" Grissom, Edward H. White och Roger B. Chaffee. Ursprungligen hade rymdfarkosten gått under namnet Apollo Saturn-204 (AS-204), men man ändrade namnet till Apollo 1 för att hedra besättningen.

## Tidslinje
Nedanstående tidsangivelser är givna i UTC.
27 januari
- 12:55 Testet påbörjas.
- 18:00 Besättningen börjar ta plats i kommandomodulen.
- 19:42 Manluckan till kapseln stängs.
- 23:20 Allt fungerar som det ska. Inget antyder något om en förestående brand. Besättningen håller sig stilla.
- 23:30:14 Ingen kommunikation med kommandomudulen men besättningen verkar röra sig enligt ljud i den ständigt påslagna mikrofon som piloten har. Även biologiska mätvärden och mätvärden från själva kapseln visar detta.
- 23:30:39 Ännu större rörelser indikeras.
- 23:30:54 En spänningspik noteras i ett av de elektriska systemen.
- 23:31:04 Besättningen rapporterar ”...Got a fire in the cockpit”.[3] Personal som tv-övervakar fönstret på luckan till kommandomodulen vittnar senare om att White sträcker sig för att nödöppna luckan.
- 23:31:19 Kommandomodulen spricker och börjar släppa ut tjock rök och eld som tänder på vissa delar av White room, väderskyddet som täcker yttersta delen av rampen till själva kapseln. Personalen på rampen flyr.
- 23:31:22 All kommunikation (såväl radio som data) med kommandomodulen bryts. Tv-personalen ser hur eldflammor sprider sig från vänster till höger i luckfönstret.
- 23:32 Försök att öppna luckan utifrån påbörjas. Detta är en uppskattad tid då sikten var lika med noll runt kommandokapseln på grund av all rök.
- 23:36 Luckan har öppnats.
- 23:43 Tre läkare anländer och kan bara konstatera att astronauterna har dött av giftiga gaser och brännskador. På grund av röken avbryter man försöken att ta ut besättningen.

28 januari
- 05:30 Man börjar ta ut de tre besättningsmedlemmarna. Det tar totalt 90 minuter.

## Olyckan
Den första varningen om eld kom 18:31, då nedräkningen stannade vid T -10 minuter, dvs. 10 minuter före den fingerade uppskjutningen. Till dess hade NASA rapporterat endast smärre svårigheter med utrustning och orsaken till att nedräkningen stannades var att man ville förbättra kommunikationen mellan markpersonal och rymdfarkost. Trycket i kabinens rena syrgasatmosfär var före branden 1,1 atmosfär – ett värde som var nödvändigt för att på marken upprätthålla den önskade tryckbalansen. Vid en verklig uppskjutning skulle det ha minskats till 0,34 atmosfärer.
Elden tycks ha börjat i kabinens nedre vänstra del, under astronaut Grissoms fötter, utan att ha upptäckts. Haverikommissionen kom senare fram till att en kortslutning troligen startat en förbränning, som spred sig till det nylonnät som skulle hindra lösa föremål att flyta omkring i kabinen under tyngdlöshet, vidare till fästen av Velcro-material som användes för att fästa utrustning inne i kabinen och till miljökontrollens isoleringsmaterial.
Från den första rapporten om eld, från Chaffee, tog det 15 sekunder innan kabinväggen mellan inre och yttre skrov brändes igenom i syrgasatmosfären. Branden visade stora skillnader i varaktighet och intensitet. Alla tre rymddräkterna brändes igenom. Ett handtag i aluminium brändes igenom vilket visade en temperatur på åtminstone 760 °C, medan handtagets gångjärn i nylon, knappt fem centimeter därifrån var relativt oskadat, vilket tydde på en temperatur av högst 254 °C.

## Dödsorsak
Den efterföljande obduktionen av White, Chaffee och Grissom visade att på grund av den giftiga rök som uppstod blev de snabbt medvetslösa av gasförgiftning. Kort därefter inträdde döden, exakt tidpunkt eller hur lång tid det tog har aldrig kunnat fastställas.

## Olycksorsak

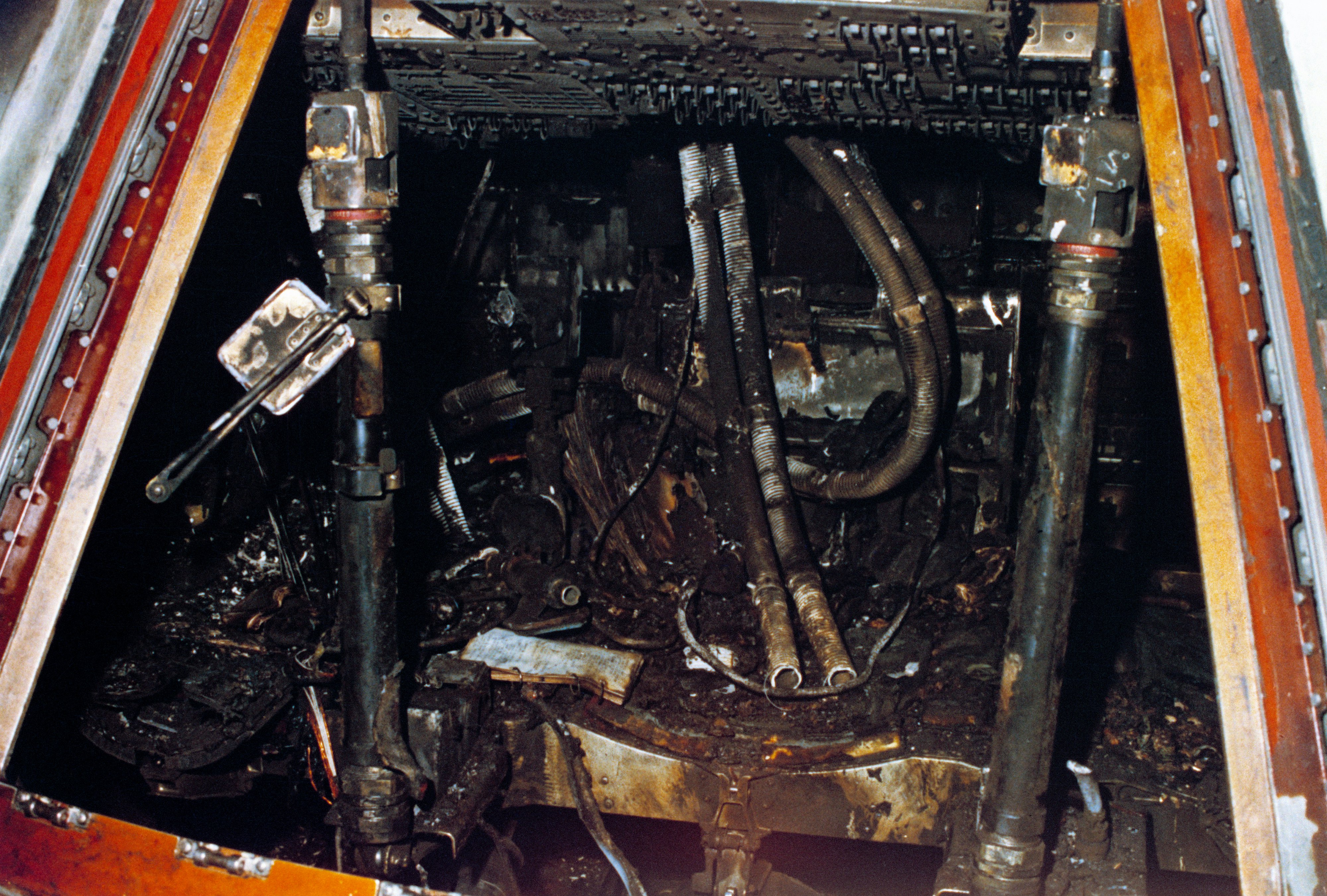
Den utbrända kommandomodulen.

Man kommer aldrig att komma fram till den exakta orsaken varför branden i Apollo 1 startade. Den mest uppenbara orsaken var en kortslutning som skapade en ljusbåge. En undersökningspanel, The Apollo 204 Review Board, fann en silverpläterad koppartråd som hade dragits genom en miljökontrollenhet nära befälhavarens brits. Kablarna i kommandomodulen var isolerade med teflon som tål hög värme men som är känslig för mekanisk påverkan. På grund av upprepade öppningar av en närliggande lucka hade kabeln fått sin isolering avskavd. Denna frilagda del av kabeln låg relativt nära en förgrening i ett etylenglykol- och vattenkylningsrör, som i sin tur hade börjat läcka. Elektrolysen som uppstod när etylenglykolen nådde den silverpläterade koppartråden skapade en kraftig exotermisk reaktion, vilken i den syrerika atmosfären antände vätskan.
Det som gjorde att branden fick ett sådant snabbt förlopp var att atmosfären i kapseln bestod av rent syre och att vissa delar av männens rymddräkter och inredningen i kapseln var mycket lättantändliga i en sådan miljö. Eftersom luckan dessutom öppnades inåt och branden skapade ett övertryck i kabinen, hade astronauterna inte en chans att öppna den.
Företaget som konstruerat kommandomodulen, North American Aviation, hade ursprungligen föreslagit att kabinluckan skulle öppnas utåt med hjälp av sprängbultar. De hade även föreslagit att testgasen skulle innehålla kvävgas för att mer efterlikna jordatmosfären. Nasa ansåg att luckan alltför lätt skulle kunna öppnas oavsiktligt (vilket var vad som orsakade Liberty Bell 7, som ironiskt nog kontrollerades av Gus Grissom, att sjunka). Nasa ansåg också att för mycket kvävgas skulle vara farligt och astronauterna skulle kunna svimma av syrebrist och sedan dö. Ren syrgas hade även använts utan problem i Mercury- och Geminiprogrammen. Nu omvärderades konstruktörens förslag.

## Efterverkningar
Som en följd av den tragiska olyckan gav Nasa sig själva mycket kritik. Man ändrade förhållandet i White room så att räddningspersonal och läkare, än i dag, ska finnas närvarande. Det brandfarliga materialet byttes ut, man trycksatte inte längre med rent syre, manluckan byggdes om med lås som inte krävde verktyg, med mera. Detta gjorde att efterkommande apollofärder till månen blev säkrare utan större incidenter undantaget explosionen på Apollo 13.
Kommandomodulen förvaras för närvarande (2007) i ett speciellt förråd på Nasa Langley Research Center, Hampton, Virginia.

## Eftermäle
Grissom hade i en tidigare intervju formulerat en gravskrift åt sig och sina kamrater, efter den historiska flygningen med Gemini 3:
| ” | Om vi dör vill vi att folk ska acceptera det. Vi har ett riskabelt jobb och vi hoppas att om någonting händer med oss så skall det inte fördröja programmet. Erövringen av rymden är värd att riskera livet för. | „ |

## Besättningar

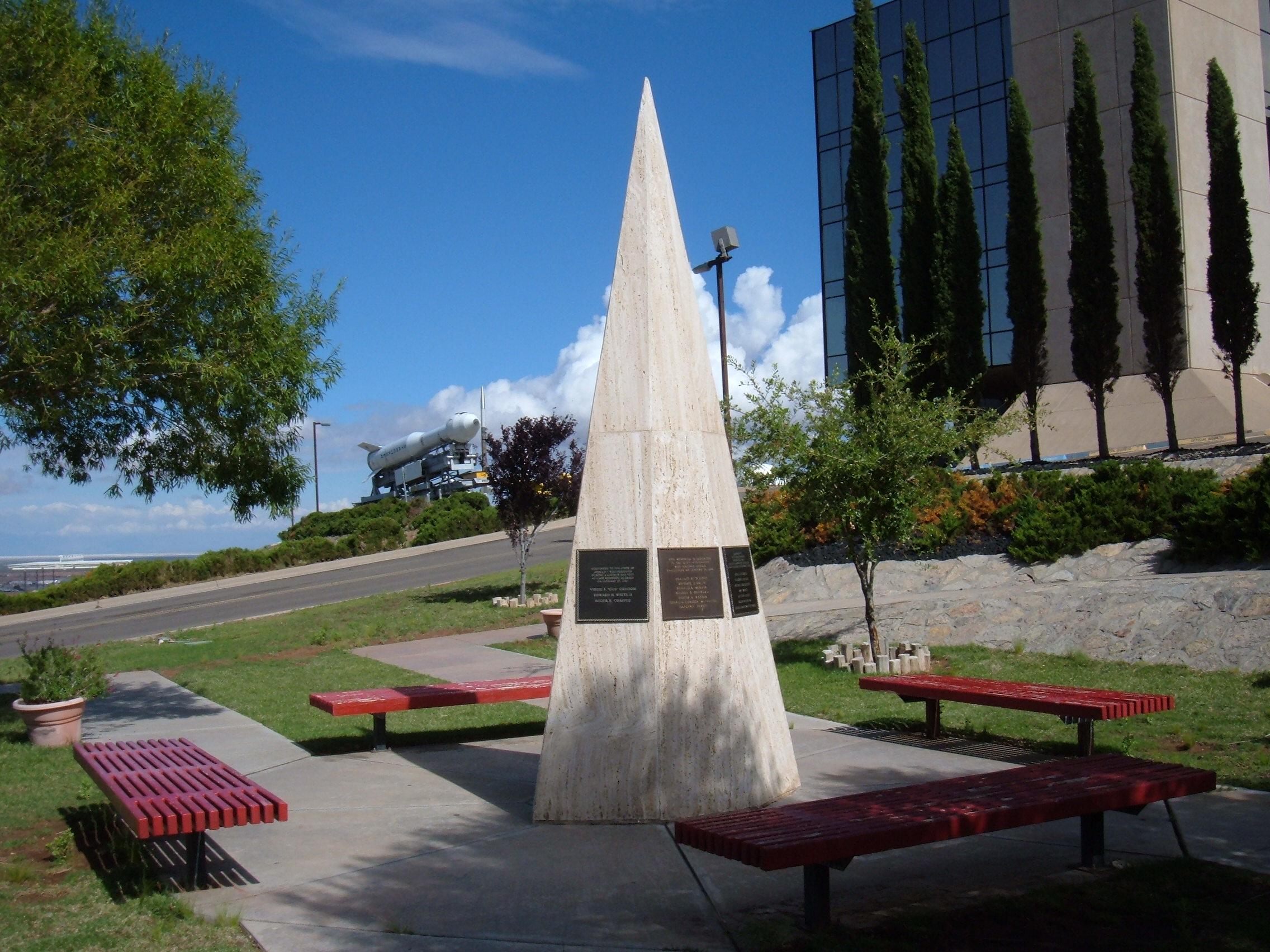
Minnesmärke för de tre besättningarna i Apollo 1, STS-51-L (Challenger) och STS-107 (Columbia).

### Besättning
- Gus Grissom
- Edward H. White
- Roger B. Chaffee

### Reservbesättning
- April-December 1966
  - James A. McDivitt
  - David R. Scott
  - Russell L. Schweickart

Senare besättning på Apollo 9
- December 1966-Januari 1967
  - Walter Schirra
  - Donn F. Eisele
  - Walter Cunningham

Senare besättning på Apollo 7